# Драгановци (Великотырновская область)
Драгановци (болг. Драгановци) — село без постоянного населения в Болгарии. Находится в Великотырновской области, входит в общину Елена.
К северу неподалёку от села есть пещера из которой вытекает небольшой ручей.

## Политическая ситуация
Драгановци подчиняется непосредственно общине и не имеет своего кмета.
Кмет (мэр) общины Елена — Сашо Петков Топалов (Болгарская социалистическая партия (БСП)) по результатам выборов.